# Atletismo nos Jogos Olímpicos de Verão da Juventude de 2010 - Lançamento de dardo feminino
As provas do lançamento de dardo feminino do atletismo nos Jogos Olímpicos de Verão da Juventude de 2010 foram realizadas nos dias 18 (qualificatória) e 22 de agosto (finais), no Estádio Bishan, em Cingapura. 15 atletas estavam inscritas neste evento.

## Medalhistas
| Ouro   | UKR Kateryna Derun          |
| Prata  | CUB Lismania Muñoz Barcelay |
| Bronze | USA Hannah Carson           |

## Qualificatória
| Pos. | Nome                    | País               | 1     | 2     | 3     | 4     | Resultado | Notas | Final |
| ---- | ----------------------- | ------------------ | ----- | ----- | ----- | ----- | --------- | ----- | ----- |
| 1    | Lismania Muñoz Barcelay | CUB Cuba           | 51.99 | -     | -     | 46.21 | 51.99     |       | A     |
| 2    | Christin Hussong        | GER Alemanha       | 45.23 | 45.49 | 49.96 | 43.25 | 49.96     |       | A     |
| 3    | Eva Vivod               | SLO Eslovênia      | 47.45 | 45.16 | 45.62 | 49.49 | 49.49     |       | A     |
| 4    | Nathalie Meier          | SUI Suíça          | 45.80 | 44.06 | 46.10 | 49.43 | 49.43     |       | A     |
| 5    | Hannah Carson           | USA Estados Unidos | 43.10 | 48.44 | 48.64 | x     | 48.64     |       | A     |
| 6    | Kateryna Derun          | UKR Ucrânia        | x     | 48.32 | x     | 45.28 | 48.32     |       | A     |
| 7    | Freya Jones             | GBR Grã-Bretanha   | 43.04 | 48.24 | 45.01 | 46.83 | 48.24     |       | A     |
| 8    | Daliadiz Ortiz          | PUR Porto Rico     | 45.26 | x     | x     | 44.14 | 45.26     |       | A     |
| 9    | Roberta Molardi         | ITA Itália         | 41.87 | 39.35 | 43.44 | 39.95 | 43.44     |       | B     |
| 10   | Tsukasa Okumura         | JPN Japão          | 42.62 | x     | 42.06 | 42.47 | 42.62     |       | B     |
| 11   | Noemie Pleimling        | LUX Luxemburgo     | 39.60 | 42.22 | 42.20 | 41.07 | 42.22     |       | B     |
| 12   | Peng Juanhong           | CHN China          | 34.24 | 40.77 | x     | 37.57 | 40.77     |       | B     |
| 13   | Wen Chia-Jung           | TPE Taipé Chinês   | 40.15 | 38.52 | 35.89 | 40.64 | 40.64     |       | B     |
| 14   | Noha Afifi              | EGY Egito          | x     | 38.35 | 37.14 | 38.17 | 38.35     |       | B     |
| 15   | Ameni Ben Salem         | TUN Tunísia        | 35.44 | x     | 34.23 | 32.77 | 35.44     |       | B     |

## Finais

### Final B
| Pos. | Nome             | País             | 1     | 2     | 3     | 4     | Resultado | Notas |
| ---- | ---------------- | ---------------- | ----- | ----- | ----- | ----- | --------- | ----- |
| 1    | Tsukasa Okumura  | JPN Japão        | 41.87 | 46.24 | 44.09 | 45.17 | 46.24     |       |
| 2    | Noemie Pleimling | LUX Luxemburgo   | 40.84 | 46.20 | 45.64 | 43.42 | 46.20     |       |
| 3    | Wen Chia-Jung    | TPE Taipé Chinês | 42.27 | 44.61 | 43.35 | 44.96 | 44.96     |       |
| 4    | Peng Juanhong    | CHN China        | 41.67 | 44.53 | 43.11 | 41.13 | 44.53     |       |
| 5    | Roberta Molardi  | ITA Itália       | 40.90 | x     | 42.52 | 43.90 | 43.90     |       |
| 6    | Noha Afifi       | EGY Egito        | 37.74 | 35.48 | 37.99 | 38.92 | 38.92     |       |
| 7    | Ameni Ben Salem  | TUN Tunísia      | 36.46 | 33.44 | 31.76 | 32.84 | 36.46     |       |

### Final A
| Pos.              | Nome                    | País               | 1     | 2     | 3     | 4     | Resultado | Notas |
| ----------------- | ----------------------- | ------------------ | ----- | ----- | ----- | ----- | --------- | ----- |
| Medalha de ouro   | Kateryna Derun          | UKR Ucrânia        | 48.76 | 50.68 | 50.91 | 54.59 | 54.59     |       |
| Medalha de prata  | Lismania Muñoz Barcelay | CUB Cuba           | 52.40 | 51.31 | 50.67 | 51.46 | 52.40     |       |
| Medalha de bronze | Hannah Carson           | USA Estados Unidos | 42.31 | 48.85 | 46.90 | 50.64 | 50.64     |       |
| 4                 | Christin Hussong        | GER Alemanha       | 43.27 | 47.54 | 47.70 | 49.89 | 49.89     |       |
| 5                 | Freya Jones             | GBR Grã-Bretanha   | 45.59 | 47.61 | 49.56 | x     | 49.56     |       |
| 6                 | Daliadiz Ortiz          | PUR Porto Rico     | 41.45 | 49.10 | 46.96 | 48.32 | 49.10     |       |
| 7                 | Nathalie Meier          | SUI Suíça          | 48.61 | 45.55 | 47.24 | 43.70 | 48.61     |       |
| 8                 | Eva Vivod               | SLO Eslovênia      | 44.73 | 46.70 | 42.19 | 42.61 | 46.70     |       |